# Ett hemligt giftermål
Ett hemligt giftermål – szwedzki niemy film dramatyczny z 1912 roku w reżyserii Victora Sjöströma. Film był debiutem reżyserskim Sjöströma.

## Obsada
- Hilda Borgström – Helena
- Einar Fröberg – Pułkownik
- Anna Norrie – Baronowa
- Richard Lund – Georg, ich syn
- Bergliot Husberg – Ich córka
- John Ekman – Jej narzeczony
- Greta Almroth – Niania
- Victor Arfvidson
- Erland Colliander
- Eric Lindholm